# NGC 7583
NGC 7583 = 7605 ist eine Galaxie vom Hubble-Typ S: im Sternbild Fische auf der Ekliptik. Sie ist schätzungsweise 570 Millionen Lichtjahre von der Milchstraße entfernt und hat einen Durchmesser von etwa 120.000 Lichtjahren. Bei der Galaxie handelt es sich um eine Hintergrund-Galaxie, die nicht dem in der gleichen Himmelsregion zu findenden Pegasus-I-Cluster angehört.
Im selben Himmelsareal befinden sich u. a. die Galaxien NGC 7577, NGC 7591, NGC 7604, IC 5309.
Das Objekt wurde am 2. September 1864 von dem deutschen Astronomen Albert Marth entdeckt. Ende November desselben Jahres beobachtete Marth zwei neblige Objekte im selben Himmelsbereich und bemerkte dabei nicht, dass die hellere der beiden mit jener bereits im September verzeichneten identisch war. Dadurch erhielten beide Objekte eine Nummer im NGC, so dass sich neben NGC 7583 auch der Eintrag NGC 7605 auf diese Galaxie bezieht. Die Galaxie mit der geringeren scheinbaren Helligkeit ist heute als NGC 7604 im NGC zu finden.